# Nederlands kampioenschap shorttrack 2015
Het Nederlands kampioenschap  shorttrack 2015 werd op 3 en 4 januari gehouden in Amsterdam.
Titelverdedigers waren Sjinkie Knegt en Jorien ter Mors. Knegt verdedigde zijn titel met overmacht, hij won alle afstanden inclusief de tussensprint in de 3000 meter superfinale, Ter Mors ontbrak en werd opgevolgd door Lara van Ruijven. Junioren A hadden geen eigen kampioenschap, maar waren ingedeeld bij de senioren.
Op basis van de uitslagen van het NK werd door bondscoach Jeroen Otter de selectie voor de Europese kampioenschappen shorttrack 2015, dat drie weken na het NK in Dordrecht gehouden werd, bekendgemaakt.
Bij de mannen werden Daan Breeuwsma, Sjinkie Knegt en Freek van der Wart geselecteerd met Adwin Snellink als deel van de relay en als reserve individueel en Itzhak de Laat als reserve voor de relay; bij de vrouwen Yara van Kerkhof, Lara van Ruijven en Suzanne Schulting gekozen met Rianne de Vries als deel van de relay en als reserve individueel en daar kwam later Roza Kooystra nog bij als reserve voor de relay.

## Resultatenoverzicht
|                    | Goud             | Zilver             | Brons                  |
| ------------------ | ---------------- | ------------------ | ---------------------- |
| Mannen senioren    | Sjinkie Knegt    | Freek van der Wart | Daan Breeuwsma         |
| Vrouwen senioren   | Lara van Ruijven | Suzanne Schulting  | Rianne de Vries        |
| Jongens junioren B | Jan Douwe Jansen | Jasper Brunsman    | David ten Cate         |
| Meisjes junioren B | Gioya Lancee     | Aafke Soet         | Esmée Messemaker       |
| Jongens junioren C | Nathan Jansen    | Bram Steenaart     | Tom Hofker             |
| Meisjes junioren C | Martine de Boer  | Nina Hogeveen      | Danique van Lobenstein |

## Mannen

### Afstandsmedailles
| Onderdeel | Goud          | Zilver             | Brons              |
| --------- | ------------- | ------------------ | ------------------ |
| 500m      | Sjinkie Knegt | Freek van der Wart | Daan Breeuwsma     |
| 1000m     | Sjinkie Knegt | Daan Breeuwsma     | Freek van der Wart |
| 1500m     | Sjinkie Knegt | Freek van der Wart | Daan Breeuwsma     |
| 3000m     | Sjinkie Knegt | Tjerk de Boer      | Adwin Snellink     |

### Puntenklassement
| #      | Schaatser          | 1500m | 500m | 1000m | 3000m | Totaal |
| ------ | ------------------ | ----- | ---- | ----- | ----- | ------ |
| Goud   | Sjinkie Knegt      | 34    | 34   | 34    | 39    | 141    |
| Zilver | Freek van der Wart | 21    | 21   | 13    | 8     | 63     |
| Brons  | Daan Breeuwsma     | 13    | 13   | 21    | 5     | 52     |
| 4      | Adwin Snellink     | 8     | 8    | 8     | 13    | 37     |
| 5      | Tjerk de Boer      | 3     | 0    | 1     | 21    | 25     |
| 6      | Leon Bloemhof      | 2     | 5    | 5     | 3     | 15     |
| 7      | Koen Hakkenberg    | 5     | 0    | 0     | 2     | 7      |
| 8      | Dylan Hoogerwerf   | 0     | 3    | 3     | 1     | 7      |
| 9      | Mark Prinsen       | 0     | 2    | 0     | –     | 2      |
| 10     | Bas Boelsma        | 0     | 0    | 2     | –     | 2      |
| 11     | Itzhak De Laat     | 1     | 0    | 0     | –     | 1      |
| 12     | Dennis Visser      | 0     | 1    | 0     | –     | 1      |
| 13     | Koen Slootweg      | 0     | 0    | 0     | –     | 0      |

## Vrouwen

### Afstandsmedailles
| Onderdeel | Goud              | Zilver            | Brons               |
| --------- | ----------------- | ----------------- | ------------------- |
| 500m      | Lara van Ruijven  | Rianne de Vries   | Yara van Kerkhof    |
| 1000m     | Rianne de Vries   | Suzanne Schulting | Anke Jannie Landman |
| 1500m     | Suzanne Schulting | Lara van Ruijven  | Tineke den Dulk     |
| 3000m     | Lara van Ruijven  | Suzanne Schulting | Rianne de Vries     |

### Puntenklassement
| #      | Schaatser           | 1500m | 500m | 1000m | 3000m | Totaal |
| ------ | ------------------- | ----- | ---- | ----- | ----- | ------ |
| Goud   | Lara van Ruijven    | 21    | 34   | 3     | 34    | 92     |
| Zilver | Suzanne Schulting   | 34    | 8    | 21    | 21    | 84     |
| Brons  | Rianne de Vries     | 2     | 21   | 34    | 13    | 70     |
| 4      | Yara van Kerkhof    | 8     | 13   | 8     | 13    | 42     |
| 5      | Anke Jannie Landman | 2     | 3    | 13    | 2     | 20     |
| 6      | Tineke den Dulk     | 13    | 0    | 3     | 3     | 19     |
| 7      | Roza Kooystra       | 2     | 5    | 0     | 5     | 12     |
| 8      | Sara Rog            | 1     | 1    | 3     | 1     | 6      |
| 9      | Jessy Kauffman      | 0     | 2    | 0     | –     | 2      |
| 10     | Claretta Caravita   | 0     | 0    | 0     | –     | 0      |